# بنجامين زيمرمان
بنجامين زيمرمان هو شخصية أعمال كندي، ولد في 23 يوليو 1862، وتوفي في 12 سبتمبر 1923.